# Clinocentrus antefurcalis
Clinocentrus antefurcalis är en stekelart som beskrevs av Granger 1949. Clinocentrus antefurcalis ingår i släktet Clinocentrus och familjen bracksteklar. Inga underarter finns listade i Catalogue of Life.